# Савез Титових левих снага
Савез Титових левих снага (мкд. Сојуз на Титови леви сили) је ванпарламентарна политичка партија која делује у Северној Македонији.
Партију је 26. октобра 2005. године основао Слободан Угриновски, дотадашњи председник Удружења поштовалаца лика и дела Јосипа Броза Тита. Партијски програм темељи се на Титоизму.
На парламентарним изборима 2008. године, партија је освојила 3758 гласова, односно 0,38%.